# Брайс-Прері (Вісконсин)
Брайс-Прері (англ. Brice Prairie) — переписна місцевість (CDP) в США, в окрузі Ла-Кросс штату Вісконсин. Населення — 1961 особа (2020).

## Географія
Брайс-Прері розташований за координатами 43°56′15″ пн. ш. 91°18′27″ зх. д. / 43.93750° пн. ш. 91.30750° зх. д. (43.937551, -91.307392).  За даними Бюро перепису населення США в 2010 році переписна місцевість мала площу 11,90 км², уся площа — суходіл.

## Демографія
Згідно з переписом 2010 року, у переписній місцевості мешкало 1887 осіб у 704 домогосподарствах у складі 535 родин. Густота населення становила 159 осіб/км².  Було 753 помешкання (63/км²).
Расовий склад населення:
| - 97,6 % — білих - 0,6 % — чорних або афроамериканців - 0,5 % — корінних американців - 0,5 % — азіатів |

До двох чи більше рас належало 0,7 %. Частка іспаномовних становила 1,3 % від усіх жителів.
За віковим діапазоном населення розподілялося таким чином: 25,6 % — особи молодші 18 років, 65,3 % — особи у віці 18—64 років, 9,1 % — особи у віці 65 років та старші. Медіана віку мешканця становила 39,9 року. На 100 осіб жіночої статі у переписній місцевості припадало 109,7 чоловіків;  на 100 жінок у віці від 18 років та старших — 106,0 чоловіків також старших 18 років.
Середній дохід на одне домашнє господарство  становив 80 819 доларів США (медіана — 68 393), а середній дохід на одну сім'ю — 86 199 доларів (медіана — 69 375). Медіана доходів становила 51 861 долар для чоловіків та 34 750 доларів для жінок. За межею бідності перебувало 8,4 % осіб, у тому числі 9,8 % дітей у віці до 18 років та 16,9 % осіб у віці 65 років та старших.
Цивільне працевлаштоване населення становило 1049 осіб. Основні галузі зайнятості: освіта, охорона здоров'я та соціальна допомога — 27,0 %, виробництво — 16,9 %, роздрібна торгівля — 16,2 %.